# Iglesia de Santa María Magdalena (Rucandio)
La Iglesia de Santa María Magdalena de Rucandio en el municipio de Riotuerto (Cantabria, España), fue declarada Bien de Interés Cultural en el año 1988. Se encuentra en la localidad de Rucandio.

## Datación
Se trata de un iglesia barroca de mediados del siglo XVIII. Su construcción fue ordenada, en el año 1740, por un nativo del lugar, el arzobispo de Zaragoza Tomás Crespo Agüero, según se dice en una inscripción que recorre el interior. Fue realizada por canteros de la zona.

## Características
Destaca esta iglesia sobre todo por lo barroco de su original planta, central y octogonal. También es octogonal la torre adosada de sillería, que tiene cuatro alturas y está rematada por una balaustrada. En la torre se abre la entrada, entre pilastras y con un frontón partido por encima, rematada con una cruz. Tiene una gran bóveda poligonal sobre la nave única.
Está decorada con estuco policromado muy típico de la época barroca. Hay un retablo churrigueresco en el presbiterio, un retrato del arzobispo promotor de la obra y varias pinturas.